# Mook en Middelaar
Mook en Middelaar  è un comune olandese di 8 069 abitanti situato nell'estremo nord della provincia del Limburgo.

## Geografia antropica

### Frazioni
Il comune è costituito da 4 frazioni:
- Mook 3096 ab.
- Middelaar 931 ab.
- Molenhoek 3659 ab.
- Plasmolen 326 ab.